# Chiriguaná
Chiriguaná es un municipio de Colombia con 15.406 habitantes en la cabecera municipal y 9000 habitantes en la zona rural, situada en el departamento de Cesar, al noreste del país. Limita al norte con el municipio de El Paso, al sur con Curumaní, al este con La Jagua de Ibirico y con Venezuela, y al oeste con Chimichagua. Está a 155 kilómetros de Valledupar, la capital departamental.
Chiriguaná posee a su alrededor una serie de ciénagas entre las más importantes se encuentra la ciénaga de Zapatosa, el primer complejo cenagoso del país.
Chiriguaná es el tercer municipio del Cesar con la mejor infraestructura.

## División Político-Administrativa
Además de su Cabecera municipal. Chiriguaná tiene bajo su jurisdicción los centros poblados:
- Agua Fría
- Arenas Blancas
- Cerrajones
- El Cruce de La Sierra
- Estación Chiriguaná
- La Aurora
- La Sierra
- Poponte
- Rincón Hondo

## Historia
No hay un acuerdo en la fecha de fundación de Chiriguaná, pues mientras unos la sitúan en 1.530 otros la fijan en 1536, en discordancia con Don Alejandro Van Stralen quién con datos extraídos del archivo de indias nos dice:
"En el año 1610 Don Pedro Juan Hernández tomó posesión de las sabanas de Chiriguaná, llegando por la vía de Tamalameque; pasando por Curumaní, donde a la sazón existía una numerosa hacienda perteneciente a una cofradía de Nuestra Señora del Rosario de Chiquinquirá". (l)"Se afirma que con Don Pedro Juan Hernández, a quién consideramos como auténtico fundador, llegaron otras familias que se establecieron en otros sitios que llevan el nombre de sus apellidos: Mango de los Días, Palma de Aguilar, Sabanas de Barahona, Barahonita y otros".
Durante las guerras de independencia de España Chiriguaná fue parte de la Provincia de Santa Marta. Los habitantes de la aldea de Chiriguaná se rebelaron contra las autoridades locales de monárquicos españoles. El Cabildo de Justicia y Regimiento de la Villa de Chiriguaná expresado al Cabildo de Justicia de Valledupar y de María Concepción Lopera sus esfuerzos para apoyar la causa independentista que había comenzado en 1810 con la primera revuelta contra los españoles. Los miembros del Cabildo de Barrancas fueron José Pío del Río, Braulio de Leiva, Gonzalo de Linares, Royero Pedro y Manuel J. Quintana.

## Geografía
- Descripción física:

Geográficamente Chiriguaná está ubicada geográficamente a los 9° grados, 22 minutos de latitud Norte y a 73° grados, 37minutos de longitud Este de Greenwich; tiene 50 metros de altura sobre el nivel del mar, 37° de temperatura media y topográficamente tiene parte alta y montañosa hacia el oriente con elevaciones hasta de 1500 metros, parte de la Serranía de Perijá y parte baja al Occidente en la hoya hidrográfica del río Cesar. 

## Ecología
La autóctonas son tan variadas como la topografía del municipio. A lo largo y ancho crecen un diversidad de árboles frutales, a pocos kilómetros encontramos la ciénaga donde la fauna es muy variada rica en peces y aves.
Las principales actividades económicas son la agricultura (maíz, sorgo, yuca, café, caña de azúcar, plátano, arroz), la minería (carbón) y la ganadería, la pesca.

## Vías de comunicación
- Terrestres:

Cuenta con una carretera que consta de 8 km. que parte desde la cabecera municipal hasta el Centro poblado El Cruce de La Sierra en donde se comunica con la Troncal del Oriente. 
- Fluviales:

Transporte fluvial por el Río Magdalena con los otros municipios del Departamento del Cesar, Magdalena y Bolívar.

## Fiestas Patronales
Nuestra señora del rosario de Chiquinquirá.
Se celebra el 8 de septiembre de cada año.

## Estructura organizacional municipal
| Chiriguaná   | Chiriguaná  | Chiriguaná                 |
| Departamento | Código DANE | Categoría municipal (2023) |
| ------------ | ----------- | -------------------------- |
| Cesar        | 20178       | Sexta                      |

- Personería: Es un centro del Ministerio Público de Colombia que ejerce, vigila y hace control sobre la gestión de las alcaldías y entes descentralizados; velan por la promoción y protección de los derechos humanos; vigilan el debido proceso, la conservación del medio ambiente, el patrimonio público y la prestación eficiente de los servicios públicos, garantizando a la ciudadanía la defensa de sus derechos e intereses.

- Concejo Municipal: Es la suprema autoridad política del municipio. En materia administrativa sus atribuciones son de carácter normativo. También le corresponde vigilar y hacer control político a la administración municipal. Se regulan por los reglamentos internos de la corporación en el marco de la Constitución Política Colombiana (artículo 313) y las leyes, en especial la Ley 136 de 1994 y la Ley 1551 de 2012.

Constituido por 13 concejales por un periodo de 4 años. 
- Alcaldía Municipal: En esta se encuentra la administración municipal y las entidades descentralizadas del municipio.

El Alcalde se pronuncia mediante decretos y se desempeña como representante legal, judicial y extrajudicial del municipio. El actual Alcalde municipal es Juan Carlos Garcia (2025-2027), elegido por voto popular.
- JAL. Sin constitución alguna en los corregimientos del municipio.

## Servicios públicos
- Energía Eléctrica: Afinia, del grupo EPM, es la empresa prestadora del servicio de energía eléctrica.
- Gas Natural: Vanti es la empresa distribuidora y comercializadora de gas natural en el municipio.